# Никола Баснарков
Никола Баснарков (на македонска литературна норма: Никола Баснарков) е виден художник и педагог от Социалистическа Република Македония.

## Животопис
Роден е в 1932 в тиквешкото село Ваташа. Завършва Приложно художествено училище и Художествена академия в Скопие. Баснарков се превръща в един от най-значимите акварелисти в Социалистическа Република Македония. В кариерата си прави 9 самостоятелни изложби и участва в 4 групови изложби и колонии. Георги Арсовски пише „Това, което пленява при Баснарков при първата среща с неговите акварели е чувството, че се срещаш с художник, който знае какво иска“. Критикът Владимир Величковски пише по повод изложбата „Съвременен македонски акварел“, Скопие 1984, в която участва и Баснарков: „Един от най-популярните акварелисти е Никола Баснарков, който в своите дела показва рафинирано чувство за отношение между тонове“.
Умира в Кавадарци в 1987 година. След смъртта му са направени три ретроспективни негови изложби – Кавадарци (1992), Скопие (1993) и Куманово (1993).